# Motor Buggy Company
Motor Buggy Company war ein US-amerikanischer Hersteller von Automobilen.

## Unternehmensgeschichte
Das Unternehmen hatte seinen Sitz in Fort Wayne in Indiana. 1908 stellte es einige Automobile her. Der Markenname lautete Motor Buggy. Im November 1908 wurden Pläne angekündigt, nach Joliet in Illinois umzuziehen. Diese Pläne wurden offensichtlich nicht mehr umgesetzt. Im gleichen Jahr endete die Produktion.

## Fahrzeuge
Im Angebot standen Highwheeler.